# 舒偉傑
舒偉傑（1987年12月5日—），台灣舞台劇、影視演員兼任導演。2020年自編自導自演短片《謝謝您，祝您順心，再見》入選台北電影節〈明日·台灣〉觀摩單元而嶄露頭角，其作品也是自編、自導、自演之首部作品，現以導演及演員雙棲身分為目標。

## 影視作品

##### 長篇電影
| 年份 | 片名                 | 飾演          | 導演   |
| 2015 | 《阿罩霧風雲2-落子》 | 陳炘          | 許明淳 |
| 2017 | 《52 Hz I Love You》 | 群舞民眾      | 魏德聖 |
| 2018 | 《引爆點》           | 縣長幕僚      | 莊景燊 |
| 2018 | 《范保德》           | 年輕簡正民    | 蕭雅全 |
| 2022 | 《該死的阿修羅》     | 數學老師      | 樓一安 |
| 2022 | 《頭七》             | 俊卿          | 沈丹桂 |
| 2023 | 《本日公休》         | 許醫師兒子    | 傅天余 |
| 2023 | 《惡女》             | 書記官 陳凱杰 | 宋欣穎 |
| 2024 | 《鬼才之道》         | 公務員鬼      | 徐漢強 |

##### 微電影/短片
| 年份 | 片名                         | 飾演                 | 導演    | 備註                                                  |
| 2013 | 《關鍵時客 第二集:來賓現身》 | 阿瑋                 | 吳庭宇  | 短篇概念影集                                          |
| 2013 | 《關鍵時客 第三集:節目現場》 | 阿瑋                 | 吳庭宇  | 短篇概念影集                                          |
| 2014 | 《A Night In The Office》    | 社員甲               | 張凱淯  | My Rode Reel 最佳外語片                               |
| 2015 | 《我殺了媽媽》               | Steven               | 林孟謙  | 元智資傳系畢業製作                                    |
| 2015 | 《包裹》                     | 主持人、送貨員、警察 | 田雅禎  | 銘傳數媒系畢業製作                                    |
| 2016 | 《回轉》                     |                      |         | 政大廣電影視編導課程                                  |
| 2016 | 《絆。》                     | 阿浩                 |         | 104世新廣電 青澀影展                                  |
| 2016 | 《尋》                       | 陳智傑               | 張雋彥  | 2016 政大影視編導成果展《堂哥影展》                   |
| 2016 | 《在河之洲》                 | 和峰                 | 胡東佑  | 世新大學廣電學系電影組二十二屆劇情片畢業製作          |
| 2017 | 《獨自寂寞》Still Life       | 視訊男友             | 林柏瑜  |                                                       |
| 2019 | 《一起衝線》                 | 阿任                 | 陳惠君  |                                                       |
| 2019 | 《妳看我看你》               | 未演出               | 舒偉傑  | 第十四屆myfone行動創作獎行動影片佳作                  |
| 2019 | 《對妳最好的告別》           | 俊彥                 | WeiHong |                                                       |
| 2020 | 《謝謝您，祝您順心，再見》   | 馬哥                 | 舒偉傑  | 2020 臺北電影節-明日台灣：台灣短SHOW 自編自導自演作品 |
| 2020 | 《對手》                     | 男子                 | 許少菲  |                                                       |
| 2020 | 《女性的復仇》               | 男人                 | 蘇匯宇  | 2020 金馬影展 2021 鹿特丹國際影展                     |
| 2021 | 《湖上》                     | 胡適                 | 江雪華  | 台藝大電影研究所作品                                  |
| 2021 | 《為安》                     | 原告律師             | 葛德豐  | 公視學生劇展                                          |
| 2021 | 《to be or not to be》       | 主角                 | 舒偉傑  | LEXUS MY FILM 短影片競賽                              |
| 2021 | 《冰箱》                     | 爸爸                 | 蕭雅全  | 國家影視聽中心形象影片                                |
| 2023 | 《下風處》                   | 許代表               | 陳浤    |                                                       |

##### 廣告
| 年份 | 廣告標題                                                        | 角色        | 合作團隊           |
| 2015 | friDay 影音・粉多影展【聊天高手高高手】熱門時事怎麼看最專業？   | Loser上班族 | friDay 影音        |
| 2016 | 生洋網路 “成長篇”                                               | 媽寶        | 生洋網路           |
| 2016 | 105年全國祖父母節宣傳影片                                       | 孫子        | 臺北市家庭教育中心 |
| 2017 | 鷹牌煉奶-上班只剩五分鐘                                         | 爸爸        | 鷹牌煉奶           |
| 2017 | 鷹牌煉奶-美好假日吃早餐                                         | 爸爸        | 鷹牌煉奶           |
| 2021 | 【小時光麵館】第四季｜吃麵看個性-一口麵不咬斷，是思念還是習慣？ | 阿成        | 統一麵             |

##### 電視劇
| 年份 | 劇名                               | 角色         | 導演   | 備註 |
| 2015 | 《一把青》                         | 駕駛兵       | 曹瑞原 | EP9  |
| 2022 | 《你的婚姻不是你的婚姻－尾號1314》 | 室內設計師   | 鄭文堂 |      |
| 2023 | 《八尺門的辯護人》                 | 法務部長助理 | 唐福睿 |      |
| 2024 | 《影后》                           | 導演         | 嚴藝文 | EP2  |

##### MV
| 年份 | 導演      | 歌手   | 歌曲         | 備註                   |
| 2018 | Alive Liu | 鄭興   | 現象學       |                        |
| 2020 | 顏若安    | 鄧福如 | 能不能想起我 | 電影《杏林醫院》主題曲 |

## 現場展演
| 年份 | 日期        | 主創團隊       | 名稱                    | 地點             | 飾演 | 備註 |
| 2021 | 04/06-04/24 | 蘇匯宇、鄭先喻 | 復仇現場 Revenge Scenes | 台北數位藝術中心 | 男人 |      |

## 劇場作品
| 年份 | 日期        | 團體/單位                           | 劇目                                 | 地點                                 | 導演                                   | 角色                                                                | 備註                                         |
| 2012 | 08/07       | 床編人劇場                          | 《我記得，那些世界遺忘的事》         | 台北市竹圍工作室土基舍               | 王又禾                                 |                                                                     |                                              |
| 2013 | 03/29-03/31 | 國立臺北藝術大學戲劇學院            | 《死亡與少女》                       | 國立臺北藝術大學 展演藝術中心 戲劇廳 | 陳侑汝                                 | Gerardo                                                             | 2013 國立臺北藝術大學戲劇學院 春季公演       |
| 2013 | 06/14-06/16 | 國立臺北藝術大學-劇場藝術創作研究所 | 《阿拉伯之夜》                       | 北藝大T305實驗劇場                   | 陳品蓉                                 | 卡帕地                                                              |                                              |
| 2013 | 11/08-11/17 | 國立臺北藝術大學戲劇學院            | 《人間煙火》                         | 國立臺北藝術大學 展演藝術中心 戲劇廳 | 司徒慧焯                               | 阿得                                                                | 2013 國立臺北藝術大學戲劇學院 秋季公演       |
| 2013 |             | 國立臺北藝術大學-劇場藝術創作研究所 | 《報社編輯的莎劇狂想》               | 北藝大T305實驗劇場                   |                                        | Peter                                                               |                                              |
| 2013 |             |                                     | 《星馳與標靶之月光寶盒的挑戰》       |                                      | 趙欣怡                                 |                                                                     | Solo show                                    |
| 2014 | 01/08-01/11 | 國立臺北藝術大學-劇場藝術創作研究所 | 《玩火》                             | 國立臺北藝術大學 戲劇系館T205教室    | 蔣薇華                                 | 克努特(玩組)                                                        | 《表演III》                                  |
| 2014 | 05/23-06/01 | 國立臺北藝術大學戲劇學院            | 《理查三世和他的停車場》             | 國立臺北藝術大學 展演藝術中心 戲劇廳 | 王嘉明                                 | 多位角色                                                            | 2014 國立臺北藝術大學戲劇學院 夏季公演       |
| 2014 | 11/07-11/16 | 國立臺北藝術大學戲劇學院            | 《大家安靜》                         | 國立臺北藝術大學 展演藝術中心 戲劇廳 | 林如萍                                 | 常健（常叔）/小偷                                                   | 2014 國立臺北藝術大學戲劇學院 秋季公演       |
| 2014 |             | 國立臺北藝術大學-劇場藝術創作研究所 | 《文明的野蠻人》                     |                                      |                                        | 麥奇                                                                |                                              |
| 2015 | 06/13       | 身體氣象館                          | 《無眠》                             | 牯嶺街小劇場2樓藝文空間              | 陳侑汝                                 | 王先生                                                              | 2015 為你朗讀Ⅳ                               |
| 2015 | 07/29       | 盜火劇團                            | 《那邊的我們》讀劇演出               | 北京蓬蒿劇場                         | 謝東寧                                 | 哥哥                                                                | 2015 北京南鑼鼓巷戲劇節                      |
| 2015 | 09/07-09/08 | 她的實驗室空間                      | 《她最後的聲音》                     | Commander D.                         | 陳侑汝                                 | 老人                                                                | 2015 臺北藝穗節                              |
| 2016 | 03/19-03/20 | 同黨劇團                            | 《24小時40人團體創作》               | 牯嶺街小劇場2樓藝文空間              | 林孟寰／張育嘉／楊順宇／李啟睿／任偉鈞 |                                                                     |                                              |
| 2016 | 07/30-07/31 | 盜火劇團                            | 《那邊的我們》                       | 北京蓬蒿劇場                         | 謝東寧                                 | 哥哥                                                                | 2016 北京南鑼鼓巷戲劇節                      |
| 2016 | 09/16-09/18 | 盜火劇團                            | 《美麗小巴黎》                       | 北京朝陽9劇場 行動劇場               | 謝東寧                                 |                                                                     | 2016 兩岸小劇場藝術節                        |
| 2016 | 10/15-10/16 | 阮劇團                              | 劇本農場III 《出口請往這》           | 嘉義縣表演藝術中心實驗劇場           | 林唐聿                                 |                                                                     |                                              |
| 2016 | 10/21-10/22 | 阮劇團                              | 劇本農場III 《出口請往這》           | 台北市大同區迪化街                   | 林唐聿                                 | 2016 大稻埕國際藝術節                                               |                                              |
| 2016 | 12/16-12/18 | 台北小花劇團                        | 《無眠》                             | 牯嶺街小劇場 1F 實驗劇場             | 陳侑汝                                 | 王先生                                                              |                                              |
| 2017 | 01/13-01/15 | 玩勮工廠                            | 《桂春》                             | 知音劇場                             | 林唐聿                                 |                                                                     |                                              |
| 2017 | 03/23-03/26 | 我城劇場                            | 《請你閉嘴！》                       | 臺北市藝文推廣處城市舞台             | 陳培廣                                 |                                                                     |                                              |
| 2017 | 04/14-04/30 | 創作社劇團                          | 20週年復刻經典演出《少年金釵男孟母》 | 臺北水源劇場                         | 周慧玲                                 | 趙黔孫/趙重生                                                       |                                              |
| 2017 | 05/27-05/28 | 阮劇團                              | 《馬克白 Paint it Black!》           | 臺中國家歌劇院小劇場                 | 流山兒祥                               |                                                                     |                                              |
| 2017 | 06          | 阮劇團                              | 《馬克白 Paint it Black!》           | 羅馬尼亞                             | 流山兒祥                               | 2017 羅馬尼亞錫比烏國際戲劇節(Sibiu International Theatre Festival) |                                              |
| 2017 | 07/22-09/03 | 笨蛋工作室                          | 《革樓》                             | 夾腳拖的家                           | 張剛華                                 | 李世傑                                                              |                                              |
| 2017 | 12/09       | 風格涉                              | 《一些影子的練習（god反過來是dog）》 | 高雄 駁二藝術特區 大義區公園         | 李銘宸                                 |                                                                     | 未來馬戲實驗場Future Circus Lab              |
| 2018 | 10/12-10/14 | 阮劇團                              | 劇本農場作品二號《再約》             | 國家戲劇院實驗劇場                   | 李銘宸                                 | 李俊元                                                              | 2018 國際劇場藝術節                          |
| 2018 | 10/20-10/21 | 創作社劇團                          | 《少年金釵男孟母》                   | 高雄大東文化藝術中心                 | 周慧玲                                 | 趙黔孫/趙重生                                                       |                                              |
| 2018 | 10/26-10/28 | 阮劇團                              | 劇本農場作品二號《再約》             | 嘉義縣表演藝術中心實驗劇場           | 李銘宸                                 | 李俊元                                                              | 2018 國際劇場藝術節                          |
| 2020 | 04/24-04/26 | 盜火劇團                            | 《幽靈晚餐》                         | 國家戲劇院實驗劇場                   | 何應權                                 | 黃志彬                                                              | 演出取消                                     |
| 2020 | 08/17       | 僻室HousePeace                      | 《公寓故事》                         | 廣達電腦研發中心-廣藝廳              | 吳璟賢                                 | 丈夫                                                                | 2020 廣藝基金會第二屆《表演藝術金創獎》-銅獎 |
| 2020 | 11/05       | 盜火劇團                            | 《幽靈晚餐》                         | 廣達電腦研發中心-廣藝廳              | 何應權                                 | 黃志彬                                                              | 廣達企業內部專場                             |
| 2020 | 11/21       | 盜火劇團                            | 《幽靈晚餐》                         | 新營文化中心演藝廳                   | 何應權                                 | 黃志彬                                                              | 2020 台南藝術節                              |
| 2021 | 03/01-05/31 | 笨蛋工作室X貪食德工作室             | 《浮世百願》第一季                   | 大稻埕                               | 蘇洋徵                                 | 黃東盛                                                              | 與楊宣哲役替演出                             |
| 2021 | 06/01-08/31 | 笨蛋工作室X貪食德工作室             | 《浮世百願》第二季                   | 大稻埕                               | 蘇洋徵                                 | 黃東盛                                                              | 與楊宣哲役替演出                             |
| 2021 | 09/20-12/20 | 臺北表演藝術中心                    | 北車寫作計畫《洞》讀劇演出           | LINE TV 線上播放                     | 陳侑汝                                 | 少年A                                                               | 2021 臺北藝術節                              |
| 2021 | 12/10-12/12 | 盜火劇團                            | 《幽靈晚餐》                         | 國家兩廳院實驗劇場                   | 何應權                                 | 黃志彬                                                              | 原5月演出延期至12月                          |
| 2021 | 12/09-12/31 | 笨蛋工作室X貪食德工作室             | 《浮世百願》冬季限定版               | 大稻埕                               | 蘇洋徵                                 | 黃東盛                                                              | 與楊宣哲、黃上嘉役替演出                     |
| 2022 | 01/01-02/27 | 笨蛋工作室X貪食德工作室             | 《浮世百願》冬季限定版               | 大稻埕                               | 蘇洋徵                                 | 黃東盛                                                              | 與楊宣哲、黃上嘉役替演出                     |
| 2022 | 03/17-06/26 | 笨蛋工作室X貪食德工作室             | 《浮世百願》最終季                   | 大稻埕                               | 蘇洋徵                                 | 黃東盛                                                              | 與楊宣哲、黃上嘉役替演出                     |
| 2022 | 04/23-04/24 | 盜火劇團                            | 《幽靈晚餐》                         | 嘉義縣表演藝術中心實驗劇場           | 何應權                                 | 黃志彬                                                              |                                              |
| 2022 | 08/19-08/21 | 不二容戲劇工作室                    | 《剩人》                             | 臺北水源劇場                         | 陳品蓉                                 | 楊子揚                                                              |                                              |
| 2022 | 11/09-11/27 | 溯流劇團 Re:Current Theatre         | 《理想之城》                         | 線上互動                             | 陳侑汝                                 | 各方領隊                                                            | 2022 秋天藝術節                              |
| 2023 | 12/07-12/10 | 盜火劇團                            | 《幽靈晚餐》                         | 國家兩廳院實驗劇場                   | 何應權                                 | 黃志彬                                                              |                                              |

## 訪談紀錄

##### 廣播/Podcast
| 上架日期   | 頻道名稱             | 標題                                                        |
| 2022/08/09 | 《違章女生lalaLand》 | S7EP11｜我們都做了最好的決定 Ft.《剩人》                    |
| 2022/12/05 | 《劇場狂粉的日常》   | EP143 - 劇場vs.沉浸式演員？線上互動NPC？蘇蘇與舒潔來解答囉~ |

## 外部連結
- 舒偉傑（舒傑）Rick的Facebook專頁
- Rick Shu 舒偉傑的Instagram帳戶